# Václav Kubásek

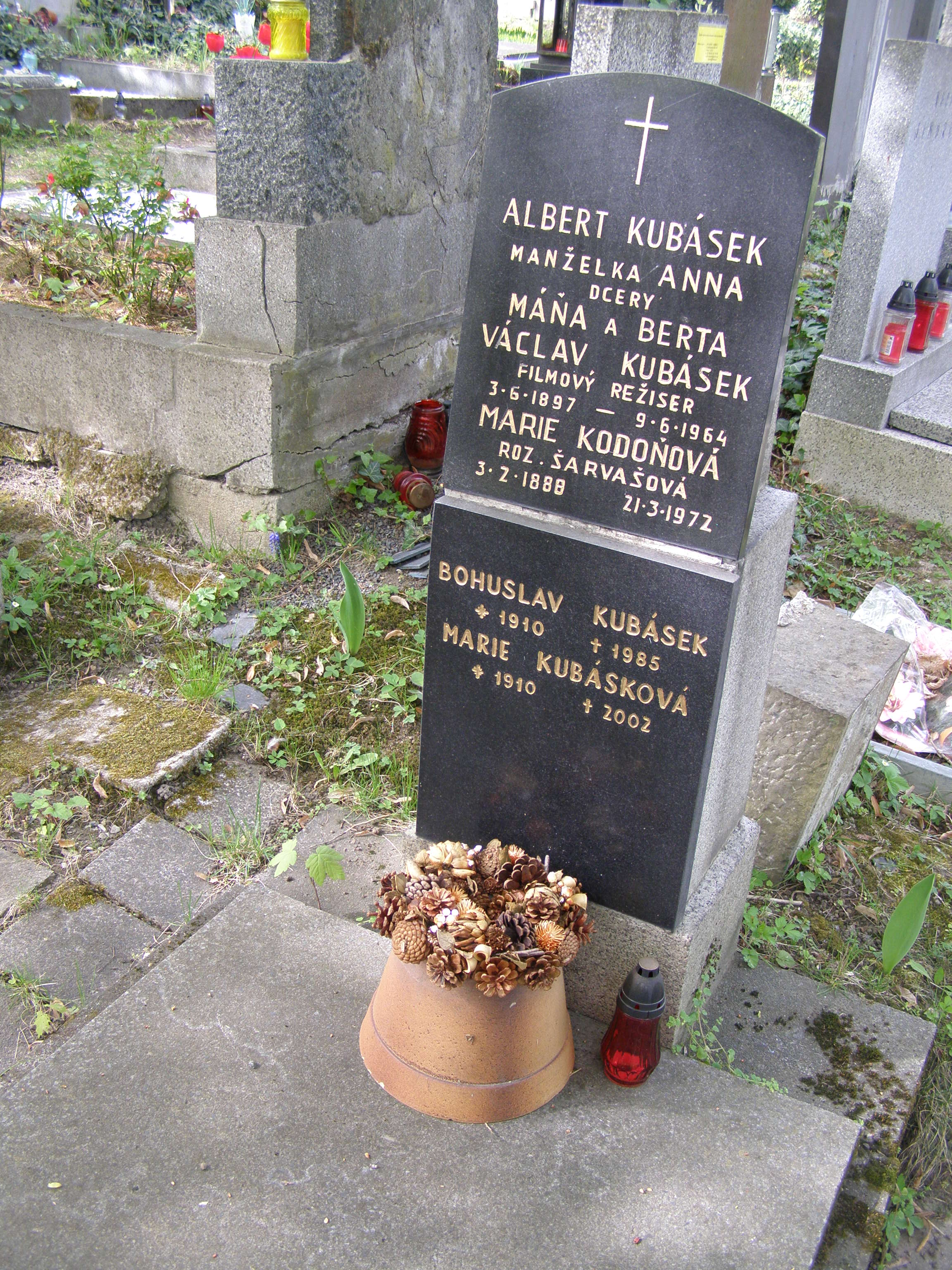
Hrob na hřbitově v Praze na Malvazinkách

Václav Kubásek, pseudonym Václav Smetana (3. června 1897, Smíchov (dnes Praha) – 9. června 1964, Praha) byl český filmař, herec, scenárista a režisér, jeden z průkopníků a zakladatelů moderní československé kinematografie.

## Život
Pocházel z rodiny smíchovského obchodníka s papírem Alberta Kubáska a matky Anny, rozené Černé. Již od dětství toužil hrát divadlo. Jako herec začínal nejprve u kočovných divadelních společností. V roce 1919, ještě hluboko v éře němého filmu, se uchytil u filmu jako herec ve filmu Evin hřích a asistent režie ve společnosti Wetebfilm.
S hraním přestal na počátku 30. let s příchodem zvukového filmu. Jako režisér samostatně debutoval již v roce 1923 snímkem Čarovné oči, kde byl i autorem scénáře. Natáčel většinou snímky, které si často braly náměty z českých literárních děl, někdy i méně významných. Mezi nejvýznačnější snímky z předválečného období patřily filmy Svítání z roku 1933 a náměty, na kterých spolupracoval se spisovatelem Vladislavem Vančurou, zde zejména dramatický snímek Láska a lidé z roku 1937 a komedie natočená podle klasického námětu pocházejícího ze Stroupežnického divadelní hry Naši furianti z roku 1937. V období nacistické okupace Československa v letech 1939 až 1945 v kinematografii nepůsobil vůbec a věnoval se zemědělské činnosti. Těsně po druhé světové válce na točil ještě několik snímků, dva válečné filmy ve spolupráci s Josefem Machem (V horách duní a Velký případ), dále známou železničářskou komedii Železný dědek, dvě dramata (Dva ohně a Žízeň) a historický snímek Zvony z rákosu. Jeho vůbec posledními režijními počiny se na počátku 50. let staly filmy Milujeme (ve spolupráci s Jaroslavem Novotným) a slovenský snímek Mladé srdcia z roku 1952.
Po válce měly jeho filmy často i zjevně agitační a schematický děj byl poplatný době nástupu socialistického realizmu do české kinematografie.
V závěru svého života se v letech 1954–1960 podílel na vzniku československé dabingové školy, působil jako významný dabingový režisér a pedagog ve Studiu pro úpravu zahraničních filmů.
Jeho první manželka byla Marie Dekojová (sestra herců Antonína a Josefa Dekojových), se kterou měl dceru Maii (1916), Jeho druhou manželkou byla Ludmila Chytilová.
Zemřel v Praze roku 1964 ve věku 67 let a byl pohřben na smíchovském hřbitově Malvazinky.

## Filmografie – režie, výběr
- 1923 Čarovné oči
- 1924 Děvče z hor
- 1924 Dvojí život
- 1925 Jedenácté přikázání
- 1926 Válečné tajnosti pražské
- 1927 Paní Katynka z vaječného trhu
- 1928 Děvče z tabákové továrny
- 1929 Dítě periferie
- 1932 Píseň o velké lásce
- 1935 Osudná chvíle
- 1936 Děti velké lásky (Ave Maria)
- 1936 Světlo jeho očí
- 1937 Láska a lidé
- 1938 Ideál septimy
- 1939 Mořská panna